# Albert Productions
Albert Productions jest australiijską wytwórnią płytową założoną w roku 1964 przez Teda Alberta.
Albert Productions reprezentuje następujących artystów:
- AC/DC
- Billy Thorpe & The Aztecs
- Breed 77
- Dallas Crane
- George Young
- Graham Lowndes
- happylife
- Harry Vanda
- Aleesha Rome
- John Paul Young
- Oblivia
- Stevie Wright
- The Answer
- The Easybeats
- The Marcus Hook Roll Band
- The Missing Links
- The Throb